# Dunes de Sermoyer
Les  Dunes de Sermoyer ou Dunes des Charmes est un site naturel protégé, classée ZNIEFF de type I, situé sur la commune de Sermoyer dans le département de l'Ain. Le site est géré par le Conservatoire des espaces naturels Rhône-Alpes (CEN).

## Statut
Le site est classé zone naturelle d'intérêt écologique, faunistique et floristique de type I sous le numéro régional no 01010003
et est classé Natura 2000 sous le numéro n°FR8201634.

## Description

### Géologie
Les dunes sont constituées d'une douzaine de dômes de sable qui peuvent atteindre quatre mètres de haut. Le sable été apporté par transport éolien à partir du lac bressan à la fin de la dernière glaciation de Würm (le sable aurait entre 5000 et 10 000 ans). L'aspect des sables très fins, arrondis et mats attestent ce transport éolien.

## Flore
- Laîche distique Carex disticha
- Laîche allongée Carex elongata
- Laîche des bruyères Carex ericetorum
- Cotonnière commune Filago vulgaris
- Gentiane des marais Gentiana pneumonanthe
- Hottonie des marais Hottonia palustris
- Jonc nain Juncus pygmaeus
- Isnardie des marais Ludwigia palustris
- Lycopode des tourbières Lycopodiella inundata
- Myosotis raide Myosotis stricta
- Groseillier rouge Ribes rubrum
- Séneçon livide Senecio lividus
- Spargoute de printemps Spergula morisonii
- Macre nageante (Châtaigne d'eau) Trapa natans
- Valérianelle sillonnée Valerianella rimosa
- Véronique du printemps Veronica verna
- Vesce jaune Vicia lutea[2].

## Faune
- Libellules:
  - Gomphus très commun, Gomphus vulgatissimus
  - Leste dryade, Lestes dryas[2]

## Archéologie
Le site comporte aussi un gisement archéologique classé. En 1861, l’abbé Nyd de Sermoyer découvre des silex taillés par des pêcheurs dans le sable des dunes.